# Oxytropis oligantha
Oxytropis oligantha är en ärtväxtart som beskrevs av Aleksandr Andrejevitj Bunge. Oxytropis oligantha ingår i släktet klovedlar, och familjen ärtväxter. Inga underarter finns listade i Catalogue of Life.